# Siegfried I. (Brandenburg)
Siegfried I., auch Siegfried von Anhalt, (* um 1132; † 24. Oktober 1184) war von 1173 bis 1180 römisch-katholischer Bischof von Brandenburg, anschließend Erzbischof von Bremen. Diesen Posten hatte er seit seiner Jugend angestrebt. Er war der dritte Sohn von Albrechts dem Bären und Sophie von Winzenburg. Als Askanier vertrat er stets deren Interessen und unterstützte seine Brüder nach Kräften.

## Erste Zeugnisse
Siegfried trat als Weltgeistlicher, vermutlich schon vor 1147, in das Kloster Unser Lieben Frauen in Magdeburg ein. In diesem Zusammenhang stehen wohl die väterlichen Schenkungen einiger Besitzungen im Jahre 1151. Urkundlich überliefert erscheint er zum ersten Mal als Zeuge am 19. September 1154 in Halle mitsamt seinem Vater und einigen Brüdern, wobei es um eine Bestätigung einer Schenkung seiner Großmutter Eilika in Paulinzell durch Erzbischof Hartwig von Bremen ging. 1155 wohnte er zusammen mit seinen Eltern und seinen Geschwistern der feierlichen Einweihung der Kirche im Kloster Leitzkau bei. In den nächsten Jahren verrichtete er seinen Dienst als Kanoniker in Magdeburg.

## Geschichtliches Umfeld
Kaiser Friedrich I., Barbarossa war einer jener staufischen Würdenträger, die sich ständig gegenüber ihren Fürsten und der Kirche durchsetzen mussten. Vor allem weil er sich weigerte, die kaiserliche Würde als päpstliches Lehen zu empfangen, kam es zum Konflikt mit dem Papsttum.
Heinrich der Löwe, der welfische Sachsenherzog, zudem Herzog von Bayern, Westfalen und Engern, strebte nach territorialer Selbstständigkeit. Er war ein Vetter von Friedrich I. Vermählt mit der Tochter des Königs von England, besaß er mit den slawischen Fürsten Pribislaw in Mecklenburg und Kasimir von Pommern mächtige Verbündete.
Albrecht der Bär und später seine Söhne, die Askanier, waren Herrscher in der Mark Brandenburg und in Anhalt. Auch sie strebten nach territorialer Selbständigkeit, vor allem aber nach einer Erweiterung ihres Machtbereiches. Sie waren Gegenspieler von Heinrich, konnten ihm allein an Macht allerdings nicht das Wasser reichen.
Beide Fürsten bildeten eine Schutzwehr gegen den slawischen Osten bzw. dehnten den Machtbereich der Deutschen in diese Gebiete aus.
Die Rollenverteilung der Söhne von Albrecht war wie folgt: 
- Otto I. wurde, nach Albrechts Tod, Markgraf von Brandenburg
- Hermann, Graf von Orlamünde
- Dietrich, Graf von Werben
- Albert, Graf von Ballenstedt
- Bernhard, Graf von Anhalt und, nach der Entmachtung von Heinrich, Herzog von Sachsen
- Siegfried und Heinrich wurden dem geistlichen Stande gewidmet.

## Erster Kampf um die Erzbischofwürde von Bremen
1168 kam es nach dem Tod von Erzbischof Hartwig I. zu einer zwiespältigen Wahl um das Erzbistum Bremen. Die Feinde von Heinrich dem Löwen wählten Siegfried, den Sohn seines alten Widersachers. Die andere Partei wählte Otbertus, einen Dekan des  Domkapitels Bremen. Vasallen von Heinrich griffen daraufhin rücksichtslos ein, wodurch es zu einem Aufstand der Bürgerschaft kam. Die herzogliche Partei gewann und Siegfried musste flüchten. Kaiser Friedrich I. entschied sich in diesem Streit für den Sachsenherzog, um seine Loyalität nicht zu gefährden. Zudem war ihm Siegfried als Gegner Heinrichs und Anhänger des von ihm verfolgten Papstes Alexander III. nicht genehm. Beide Erwählten wurden abgesetzt und Propst Baldwin, ein greiser, nachgiebiger Mann, der dem Herzog alle Lehen der bremischen Kirche, vor allem die umstrittene Grafschaft Stade, übertrug, wurde eingesetzt. Daraufhin flackerten Ende 1168 die Kämpfe zwischen der askanischen und der sächsischen Partei wieder auf.
Nach dem Tod Albrechts 1170 kam es, aufgrund der von seinen Söhnen geltend gemachten Erbansprüchen, die Friedrich I. wiederum zugunsten von Heinrich entschied, zu ernsthaften Auseinandersetzungen, aus denen nahezu ein Krieg des Kaisers gegen die Askanier resultierte. Der Streit mit dem Kaiser konnte beigelegt werden, schon allein deswegen, weil sie sich gegen die Übermacht des Welfenherzogs nur mit Hilfe des Kaisers behaupten konnten. Es kam aber 1175 doch zu Kämpfen zwischen einzelnen Fürsten und den Askaniern, in die auch Heinrich der Löwe eingriff.

## Siegfried als Bischof von Brandenburg

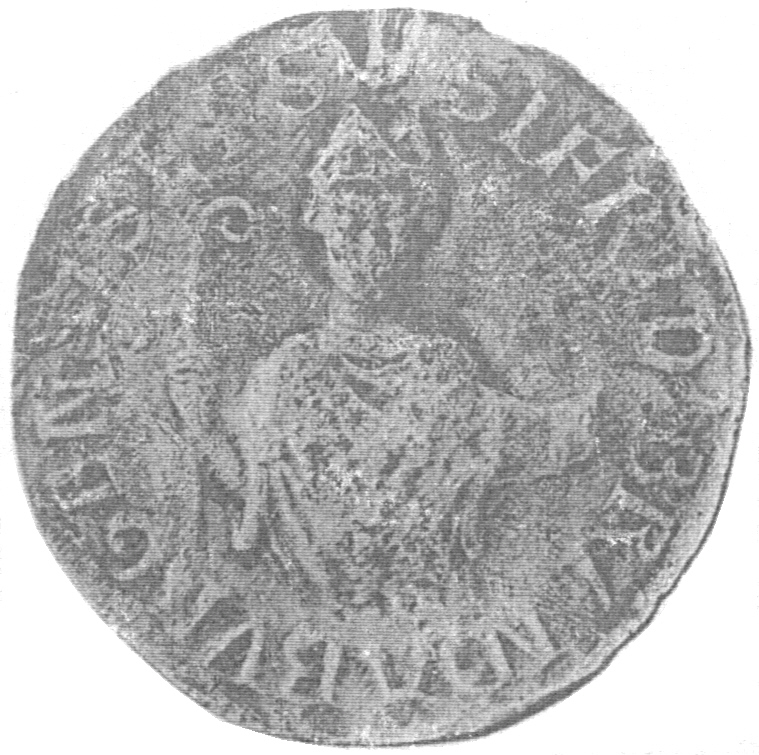
Das Siegel vom Brandenburger Bischof Siegfried I. aus dem Jahre 1173. Schriftzug: SIFRID[VS] BRANDABVRGENSIS EP[ISCOPV]S. In Klammern sind die Auslassungen ergänzt.

1173 wurde er durch den Einfluss seines Freundes, des Magdeburger Erzbischofs Wichmann, zum Nachfolger des Brandenburger Bischofs Wilmar gewählt. Viel ist von seiner Amtstätigkeit in Brandenburg nicht bekannt, er war aber mehrfach in der Umgebung von Wichmann und des Papstes zu finden.

## Erneuter Kampf um die Bischofswürde von Bremen
1176 verlor der Kaiser seinen Italienfeldzug bei der Schlacht zu Legnano und musste in einem demütigenden Frieden seinen Herrscheridealen entsagen sowie sich dem Papst beugen. Diese Schädigung brachte ihn gegen Heinrich den Löwen auf, der ihm, beschäftigt durch die Kämpfe gegen die Askanier, die nötige Hilfe verweigerte.
Erzbischof Wichmann ging in demselben Jahr zum Kaiser nach Italien. Aufgrund seines Einflusses und möglicherweise einer direkten Klage des Bremer Domkapitels kam Siegfrieds Anspruch auf den Bremer Erzbischofsstuhl bei dem Frieden zu Venedig zur Sprache. Nicht nur seine Wahl, sondern auch alle von Baldwin durchgeführten Besitzentfremdungen, wurden nach „Prüfung der Umstände“, für ungültig erklärt, in Wirklichkeit eine erste Folge der Reaktion des Kaisers gegen den aufrührerischen Heinrich. An dem Tag, als Baldwin das Absetzungsdekret erhielt, im Jahre 1178, verstarb er. 1179 drang Siegfried beim Dritten Laterankonzil in Rom darauf, dass auch alle unrechtmäßig eingesetzten Bischöfe zum Verzicht auf ihre Stelle gezwungen würden. Nach dem Tod von Baldwin wurde aber inzwischen ein weiterer Anhänger Heinrichs, nämlich Berthold, gewählt. Sowohl der Papst als auch der Kaiser waren zunächst geneigt, den kenntnisreichen und tüchtigen Mann zu bestätigen.
Inzwischen veränderte sich die Lage Heinrichs zunehmend. Da es einzelnen Fürsten nicht gelang, Heinrich wirksam zu bekämpfen, kam es ab 1179 zu Prozessen gegen diesen, denen er aber stets fernblieb. Daraus resultierte schließlich die Reichsheerfahrt des Kaisers gegen Heinrich in den Jahren 1180–1181, die mit Heinrichs Verbannung und der Aufsplitterung seines Besitzes endete. So wurde Siegfrieds Bruder Bernhard der neue Sachsenherzog, wenn auch in erheblich geringerem Machtumfang.
Als Berthold 1179 nun beim Papst die gesetzmäßigen Weihen einholen wollte, erklärte dieser die Wahl wegen einiger Unregelmäßigkeiten doch für ungültig. Siegfried wohnte diesem Konzil bei und setzte daraufhin seine Wahl sogleich durch.

## Siegfrieds Wirken in Bremen
1180 wurde Siegfried schließlich durch den Kaiser und den Papst bestätigt. Nachfolger auf dem brandenburgischen Stuhl wurde der ehemalige Dompropst Baldram.
Siegfried übertrug die Grafschaft Dithmarschen, welche zwar dem Bremer Stift zugesprochen, aber von Graf Adolf von Holstein, einen Gegenspieler der Askanier, in Besitz genommen wurde, seinem Bruder Bernhard III. von Sachsen. Auf diese Weise versuchte er das umstrittene Gebiet in den Besitz der Askanier zu bekommen und vor Übergriffen zu schützen. Dies gelang nicht. Graf Adolf, konnte seinen Besitzanspruch durchsetzen, wenn er sich schließlich auch Bernhards Oberherrschaft unterwerfen musste.
1181 verzichtete er auf Abgaben, die von Kaufleuten für das Anlegen von Schiffen erhoben wurden. Hierzu wurde die Urkunde auf die universitas civitas ausgestellt, was zeigt, dass der Erzbischof die Stadtgemeinde Bremen zu dieser Zeit bereits als bestehende Institution anerkannte, obwohl er immer noch Landesherr war.
Siegfried wirkte oft in der Nähe des Kaisers und es wurden ihm manche wichtigen politische Geschäfte übertragen. So hatte er 1182 die Aufgabe, die Schwester des jungen Königs Knut von Dänemark, die bei der Belagerung von Lübeck 1181 dem Kaisersohn Friedrich von Schwaben anverlobt worden war, zu holen. Das Verhältnis des Kaisers zu Dänemark war in dieser Zeit schon sehr angespannt und Knut übergab seine siebenjährige Schwester nur, um den Eid des Vaters nicht zu brechen, stattete sie aber ärmlich aus.
1183 bildete sich eine Verschwörung unter einigen Domgeistlichen, wobei sie sich gegenüber dem Papst Lucius III. beklagten, dass Siegfried ein verweltlichter Geistlicher sei. Der Scholastiker Heinrich von Bremen trat den Anschuldigungen entgegen und Siegfried blieb im Amt. Durch Freigiebigkeit und fromme Schenkungen verbesserte sich dann das Verhältnis zu den meisten Bürgern und Geistlichen. Die Bischöfe von Dänemark, Schweden und Norwegen aber hatten sich zum größten Teil von ihm losgesagt.
1184 starb Siegfried und wurde in einer Bremer Kirche beigesetzt.